# Karola Uniechowska
Karola Radogost Uniechowska (ur. 4 listopada 1904 w Rusinowiczach, zm. 28 maja 1955) – ochotniczka w Pomocniczej Służbie Kobiet, podczas II wojny światowej pielęgniarka w wojskowych szpitalach (od ZSRR, poprzez Irak, Palestynę, Egipt do Włoch), siostra operacyjna w 3 Sanitarnym Ośrodku Ewakuacyjnym w Venafro pod Monte Cassino, polska lekarz. Córka Janusza i Zofii z Jelskich, siostra rysownika Antoniego Uniechowskiego i Zofii Uniechowskiej.

## Życiorys
W 1917 zamieszkała w Warszawie, gdzie od 1920 uczyła się w szkole im. Cecylii Plater-Zyberkówny. W latach następnych zmarła jej matka, wkrótce potem – ojciec. Częste choroby przerywały jej naukę, mimo to w 1927 zdała maturę w Gimnazjum Męskim im. A. Mickiewicza. Po śmierci rodziców jej opiekunem był wuj Fortunat Zdziechowski. Odmówił zgody na wybór studiów medycznych dla Karoli. Rozpoczęła naukę w Wyższej Szkole Handlowej, jednocześnie uczęszczając na kursy medyczne. Wkrótce podjęła pracę w Szpitalu Dziecięcym w Warszawie, pod kierunkiem Jana Kossakowskiego. W 1936 rozpoczęła studia na Wydziale Lekarskim AM. Do roku wybuchu wojny, zaliczyła 3 lata nauki i zdała egzaminy półdyplomowe. Prof. J. Kossakowski zaginął podczas kampanii wrześniowej; Karola i asystentka chirurga – Wanda Łążyńska, udały się w kierunku Terespolu, w poszukiwaniu profesora (wiedziały, że przebywał tam podczas walk). Wandzie udało się powrócić do Warszawy (zginęła później w powstaniu warszawskim jako lekarz Szpitala Sióstr Elżbietanek), Karola zaś została aresztowana przez NKWD i osadzona w więzieniu w Łucku. Następnie wywieziono ją do Kazachstanu. Tam pracowała w szpitalach w Akmolińsku i Leninzolu.
Dowiedziała się o tworzeniu Armii Polskiej na terenie ZSRR, postanowiła więc udać się w poszukiwaniu punktów zaciągu ochotniczego. 1 kwietnia 1942 dotarła do Kirgistanu, gdzie rozpoczęła pracę w szpitalu wojskowym 5 Kresowej Dywizji Piechoty. Została wolontariuszką Pomocniczej Służby Kobiet w grupie pod dowództwem Bronisławy Wysłouchowej. Następnie oddział ten wyruszył na szlak ewakuacyjny z Krasnowodzka do Iranu. Służyła w Szpitalu Wojennym nr 2 i wraz z jego personelem przebyła drogę od Iraku poprzez Palestynę, Egipt do Włoch. Komendantem szpitala był Edward Tippelt. Rozpoczęła służbę siostry przełożonej w Monte Cassino.
Odznaczona Medalem Wojska (przez dowództwo 2. Korpusu), Srebrnym Krzyżem Zasługi i Krzyżem Pamiątkowym Monte Cassino. Władze brytyjskie nadały jej Gwiazdę za Wojnę 1939–1945 i Gwiazdę Italii.
Po zakończeniu wojny kontynuowała naukę na Uniwersytecie w Rzymie. Działała też w „Bratniaku” – zarządzie Bratniej Pomocy. Rok później, z pomocą ambasady polskiej, przyjęła stypendium PRL. W roku 1949 uzyskała dyplom lekarza; 4 września 1949 wróciła do kraju. W październiku rozpoczęła pracę w Polskim Instytucie Przeciwgruźliczym w Warszawie przy ul. Chocimskiej 5. Pod koniec roku 1949 uzyskała prawo do wykonywania praktyki lekarskiej. Wkrótce rozpoczęła tłumaczenie prac medycznych z języka francuskiego, opracowała też dwie prace naukowe dotyczące leczenia gruźlicy.
Cierpiała na lewostronną odmę; poprzez ciężkie warunki życia nastąpił nawrót choroby. W tym samym czasie władze dokonały likwidacji Polskiego Instytutu Gruźlicy; utworzono Instytut Gruźlicy, lecz Karola nie znalazła tam etatu. Od roku 1951 przebywała w Otwocku na leczeniu. Zmarła tam 28 maja 1955 w wieku 50 lat. Pochowana na Powązkach w Warszawie.